# Dicrogonatus gardineri
Dicrogonatus gardineri (лат.) — исчезнувший вид клещей из семейства Holothyridae отряда Holothyrida. Являлся эндемиком острова Маэ (Сейшельские острова), где его обнаружили в 1909 году. С тех пор наличие вида не фиксировалось, хотя в 2002 и 2011—2012 годах предпринимались попытки отыскать его представителей. Считается, что причиной исчезновения этих клещей стала интродукция корицы (Cinnamomum verum).